# Zack Esposito

Zawodnik Oklahoma State Cowboys

Zack Esposito (ur. 9 września 1983) – amerykański zapaśnik walczący w stylu wolnym. Piąty w drużynie w Pucharze Świata w 2008 roku.
Zawodnik Blair Academy z Blairstown i Oklahoma State University. Trzy razy All-American (2004 – 2006) w NCAA Division I, pierwszy w 2005, drugi w 2004 i trzeci w 2006 roku.
Wygrał Big 12 Conference w 2004, 2005 i 2006 roku.